# Psenocerus
Psenocerus is een kevergeslacht uit de familie van de boktorren (Cerambycidae). De wetenschappelijke naam van het geslacht werd voor het eerst geldig gepubliceerd in 1852 door LeConte.

## Soorten
Psenocerus is monotypisch en omvat slechts de volgende soort:
- Psenocerus supernotatus (Say, 1824)